# Paul Mebus
Paul Mebus (ur. 9 czerwca 1920 w Düsseldorfie, zm. 12 grudnia 1993) – niemiecki piłkarz grający na pozycji pomocnika.

## Kariera klubowa
Początkowo grał w VfL Benrath. W latach 1951–1956 był piłkarzem 1. FC Köln, grającego w rozgrywkach Oberliga West. W sezonie 1953/1954 wraz z klubem dotarł do finału pucharu RFN.

## Kariera reprezentacyjna
W reprezentacji RFN zadebiutował 15 kwietnia 1951 w wygranym 3:2 meczu ze Szwajcarią. Łącznie zagrał dla niej sześciokrotnie. W 1954 roku zdobył z nią mistrzostwo świata.